# Georg Mohr
Georg Mohr (Maribor, 2 de fevereiro de 1965) é um enxadrista esloveno.